# جاستين بيرفيلد
جاستين بيرفيلد (بالإنجليزية: Justin Berfield)‏ (ولد في 25-2-1986) هو ممثل أمريكي شاب شارك في العديد من الأعمال الفنية التلفزيونية والسينمائية، ومن أشهر أعماله الفنية مشاركته في بطولة مسلسل مالكوم في الوسط، ومثل فيه دور (Reese).

## روابط خارجية
- جاستين بيرفيلد على موقع IMDb (الإنجليزية)
- جاستين بيرفيلد على موقع روتن توميتوز (الإنجليزية)
- جاستين بيرفيلد على موقع ألو سيني (الفرنسية)
- جاستين بيرفيلد على موقع أول موفي (الإنجليزية)
- جاستين بيرفيلد على موقع إن إن دي بي (الإنجليزية)
- جاستين بيرفيلد على موقع قاعدة بيانات الفيلم (الإنجليزية)
- جاستين بيرفيلد على موقع كينوبويسك (الروسية)